# NGC 7157
NGC 7157 ist eine linsenförmige Galaxie vom Hubble-Typ SB0 im Sternbild Piscis Austrinus am Südsternhimmel. Sie ist schätzungsweise 394 Millionen Lichtjahre von der Milchstraße entfernt.
Das Objekt wurde im Jahre 1886 von Francis Leavenworth entdeckt.